# Der Spiegel
Der Spiegel (nemška izgovarjava: [deːɐ̯ ˈʃpiːɡl̩], dobesedni prevod »Ogledalo«) je nemška tedenska novičarska revija, ki izhaja v Hamburgu. S tedensko naklado 695.100 izvodov je bila leta 2011 največja tovrstna publikacija v Evropi. Leta 1947 sta jo ustanovila John Seymour Chaloner, častnik britanske vojske, in Rudolf Augstein, nekdanji radijski operater Wehrmachta, ki ga je International Press Institute leta 2000 priznal za enega od petdesetih World Press Freedom Heroes. Običajno ima revija razmerje med vsebino in oglaševanjem 2:1.
Der Spiegel je v nemško govorečih državah znan predvsem po svojem raziskovalnem novinarstvu. Imel je ključno vlogo pri odkrivanju številnih političnih škandalov, kot sta afera Spiegel leta 1962 in afera Flick v osemdesetih letih. Po mnenju časopisa The Economist je Der Spiegel ena najvplivnejših revij v celinski Evropi. Istoimenska novičarska spletna stran je bila ustanovljena leta 1994 pod imenom Spiegel Online z neodvisnim uredništvom. Danes vsebino ustvarja skupna uredniška ekipa, spletna stran pa uporablja isto medijsko znamko kot tiskana revija.